# Арес I

логотип Ареса

«Арес I» (Ares I) — нова ракета-носій, яку розробляла НАСА, призначена для виводу на низьку навколоземну орбіту пілотованого космічного корабля наступного покоління. Проєкт закритий.

## Назва та призначення

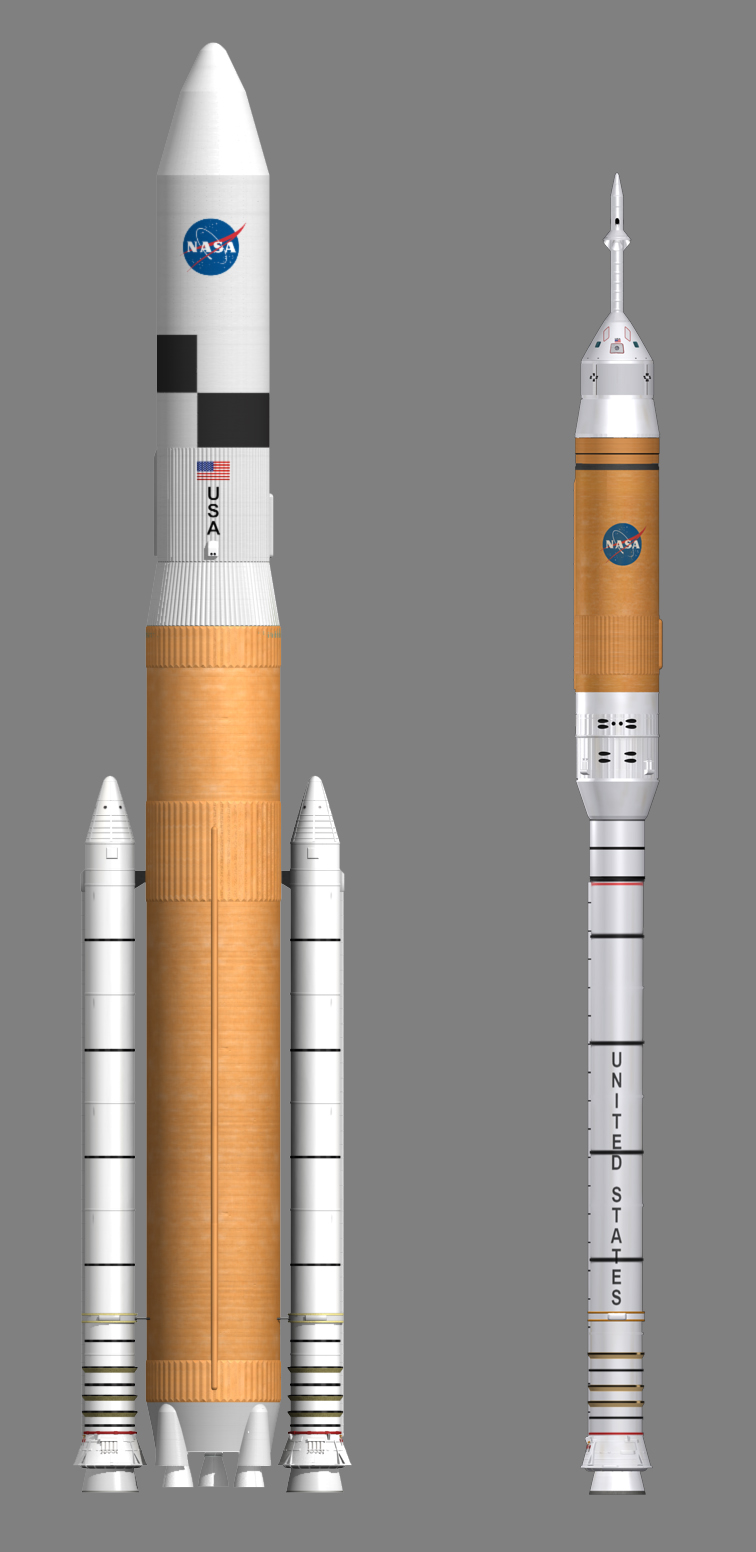
Арес V (зліва) та Арес I (зправа)

Арес — це ім'я давньогрецького бога, що відповідає Марсу в давньоримській міфології. Політ на Марс — це наступна після Місяця мета космічної програми «Сузір'я». «I» у назві «Арес I» асоціюється з аналогічним індексом в назві ракети-носія «Сатурн I». Назва «Арес V», нової вантажної ракети-носія, що розроблялася одночасно з «Арес I», асоціюється також з ракетою-носієм «Сатурн V». Обидві ракети, «Сатурн I» та «Сатурн V», були розроблені в НАСА в 1960-х роках спеціально для польотів людини в космос та успішно експлуатувалися в американській програмі «Аполлон» - програмі пілотованих польотів на Місяць.
«Арес I» мав виводити на навколоземну орбіту 24,95 т корисного навантаження.
Основна задача «Арес I» — виведення на орбіту навколо Землі космічного корабля з екіпажем з 4—6 астронавтів на борту. Друга можливість використання «Арес I» — виведення на орбіту корисних вантажів вагою до 25 т. Вантажний варіант передбачається використовувати для постачання Міжнародної космічної станції, а також для виведення на орбіту вантажів призначених для експедицій на Місяць.

## Будова
«Арес I» складається з послідовно з'єднаних двох ступенів ракети-носія, пілотованого корабля, агрегатного модуля та системи аварійного рятування екіпажу.

## Запуск
Перший випробувальний політ ракети «Арес» планувався на початок 2009 року. 20 жовтня 2009 ракета «Арес I-Х» була запущена 28 жовтня, о 17:30 за київським часом.
Перший робочий старт «Ареса» призначений на 2015 рік, але попередні запуски вже багато разів відкладалися. А перший політ на Місяць має відбутися не пізніше 2020 року.

## Перший випробувальний політ «Арес I—X»
Перший випробувальний політ ракети «Арес» планувався на початок 2009 року. Проте терміни цього польоту постійно переносилися протягом усього 2009 року. Запуск планувався на 31 липня, потім на 18 вересня, потім на 27 жовтня. Перший випробувальний політ ракети «Арес» отримав спеціальну назву: «Арес I-Х». Замість другого ступеня та корисного навантаження встановлені масогабаритні макети.
Вікно для старту 27 жовтня було відкрито з 12 до 16 годин за Гринвічем (з 8 до 12:00 річного часом східного узбережжя США). Через несприятливу погоду (низька хмарність і сильний вітер) з 12:00 старт постійно пересувався, аж до скасування старту і перенесення його на наступний день, 28 жовтня. Старт відбувся 28 жовтня 2009 року о 11:30 EDT. Час польоту — близько 6 хвилин з моменту старту до моменту приводнення ракетного прискорювача за 240 км від точки старту.
Максимальна досягнута швидкість 4,76 Маха, висота — 45 км.